# Годфрід III (герцог Лотаринзький)
Готфрід III Бородатий (нім. Gottfried der Bärtige) — маркграф Тосканський в 1054–1069 роках (як Готфрід I), герцог Нижньої Лотарингії в 1065—1069 роках (як Годфрід II, часто також як Готфрід III, враховуючи віцегерцога Готфріда), герцог Верхньої Лотарингії в 1044–1047 роках (як Готфрід I).

## Біографія
Походив з Арденнського дому, його Верденської гілки. Був старшим сином герцога Нижньої та Верхньої Лотарингії Гозелона I. 1025 року отримав графство Верден.
Імператор Священної Римської імперії Генріх III уповноважив його спадкувати батькові як герцогу Верхньої Лотарингії у 1044 році, однак відмовив йому в титулі герцога Нижньої Лотарингії, оскільки побоювався сили об'єднаного герцогства. Натомість, Генріх погрожував призначити молодшого сина Гозелона I Гозелона II герцогом Нижньої Лотарингії. Багато років пізніше Годфрід все ж таки став герцогом Нижньої Лотарингії.
Годфрід збунтувався проти свого імператора та сплюндрував землі Нижньої Лотарингії, зокрема Верден, які мали належати йому як спадок по батькові. Однак, імперське військо перемогло його сили. Годфрід разом із сином був поміщений до темниці. Після смерті сина в тюрмі війна відновилася. Граф Фландрський Бальдуїн V підтримав Годфріда, а тому Генріх призначив єпископа Верденського Тьєрі графом Верденським. Годфрід напав на Верден зненацька, захопив місто і спалив кафедральний собор. 11 листопада 1048 року поблизу Тюна Годфрід напав на свого наступника на престолі герцога Верхньої Лотарингії Адальберта, переміг і вбив його на полі бою. Генріх негайно призначив юного Герарда герцогом. Годфрід зустрів сильний опір війська юного правителя, а тому був змушений визнати права єпископа Верденського і, навіть, допоміг відбудувати спалений храм.
У 1053 році після смерті своєї першої дружини Доди Годфрід одружився з Беатрисою, вдовою маркграфа Тосканського Боніфація III і матір'ю майбутньої маркграфині Матільди. Генріх III визнав цей шлюб недійсним і арештував Беатрису, тоді як Годфрід продовжував бунтувати в Лотарингії. Імператор наказав неповнолітньому маркграфу Фрідріху прийти до нього, проте той відмовився. Через кілька днів з невідомої причини Фрідріх помер. Незважаючи ні на що, Годфрід взяв владу в маркграфстві у свої руки та правив від імені Беатриси та Матільди.
У цей же час, Бальдуїн V знову збунтувався, поширивши війну та Трір і Нейменген. Генріх відповів розоренням Лілля і Турне, загрожуючи Фландрії (1054). У цій війні Годфрід полонив герцога Нижньої Лотарингії Фрідріха, який отримав герцогство з містом Антверпеном від Генріха III.
У 1055 році Годфрід обложив Антверпен, проте городяни допомогли Фрідріху уникнути поразки. Генріх III помер у 1056, його наступнику Генріху IV було лише 6 років. У цьому році Бальдуїн змирився і присягнув на вірність новому імператору.
У 1057 році Годфрід був висланий до Тоскани, де об'єднався з Беатрисою та правив спільно з нею. У січні 1058 року прихильник новобраного папи Римського Миколая II Лев Бенедикт відчинив ворота Риму, давши можливість Годфріду та Беатрисі захопити острів Тіберіну, атакувати Латеранський собор, що змусило антипапу Бенедикта X 24 січня утекти. Беатриса і Годфрід підтримували реформи Гільдебранда і папи Олександра II.
У 1065 році його знову покликали правити Нижньою Лотарингією та Антверпеном.

## Сім'я
Із Додою у нього були діти:
- Годфрід, спадкував Нижню Лотарингію
- Іда, дружина графа Булонського Євстахія II
- Юдіт, мати Гуго Ретеля
- Вільтруда